# Phương Trà
Phương Trà là một xã thuộc huyện Cao Lãnh, tỉnh Đồng Tháp, Việt Nam.

## Địa lý
Xã Phương Trà nằm ở trung tâm huyện Cao Lãnh, có vị trí địa lý:
- Phía đông giáp xã Nhị Mỹ
- Phía tây giáp xã Tân Nghĩa
- Phía nam giáp thành phố Cao Lãnh
- Phía bắc giáp xã Ba Sao.

Xã có diện tích 15,04 km², dân số năm 1999 là 7.610 người, mật độ dân số đạt 506 người/km².
Diện tích 15,04 km², là vùng đồng bằng chằng chịt kênh rạch. Kinh tế chủ yếu là trồng lúa và chăn nuôi, công nghiệp và dịch vụ không đáng kể. Phương trà từ xưa là trung tâm của các xã vùng sâu. Trên đường đi Khu du lịch sinh thái Gáo giồng, bạn có đi qua địa phương này. Từ tỉnh lỵ Đồng Tháp là TP. Cao Lãnh, con đường gần nhất đến trung tâm xã là đường Điện Biên Phủ, chạy thẳng theo đường này khoảng 10 Km là tới. Đường sá hiện nay đã tốt, không còn đò ngang cách trở như trước đây. Tiện nhất là đi xe máy, có thể đi bằng xe ô tô 7 chỗ. Tuy ở vùng sâu nhưng do đặc điểm lịch sử mà vùng này có rất nhiều điều vượt trội so với các xã khác.

## Lịch sử
Ngày 27 tháng 12 năm 1980, Hội đồng Chính phủ ban hành Quyết định 382-CP về việc thành lập xã Phương Trà trên cơ sở sáp nhập ấp Một của xã Phương Thịnh và một nửa ấp Mỹ Quới của xã Mỹ Trà.
Ngày 5 tháng 1 năm 1981, Hội đồng Chính phủ ban hành Quyết định 4-CP về việc chia huyện Cao Lãnh thành hai huyện lấy tên là huyện Cao Lãnh và huyện Tháp Mười. Xã Phương Trà thuộc huyện Cao Lãnh.
Ngày 23 tháng 2 năm 1983, Hội đồng Bộ trưởng ban hành Quyết định 13-HĐBT về việc thành lập thị xã Cao Lãnh trên cơ sở điều chỉnh một phần diện tích và dân số của huyện Cao Lãnh. Xã Phương Trà thuộc huyện Cao Lãnh.
Ngày 16 tháng 2 năm 1987, Hội đồng Bộ trưởng Quyết định 36-HĐBT về việc tách ấp 4, ấp 5 của xã Phương Trà thuộc huyện Cao Lãnh để sáp nhập vào thị xã Cao Lãnh quản lý.